# Fiat 35-45 HP
La FIAT 35/45 HP est un modèle présenté par le constructeur italien FIAT, en 1908 afin de satisfaire à la demande des très riches marchés d'exportation, États-Unis et Australie notamment.
La voiture est conçue avec un souci de luxe dans les moindres détails. Pour faciliter le travail des carrossiers extérieurs, elle était proposée avec 2 empattements différents, normal et long.
Elle est équipée d'un moteur 6 cylindres tri-blocs de 7 408 cm3 développant 50 Ch.
Elle a été fabriquée dans l'usine de Corso Dante à Turin en 107 exemplaires.